# Täby (tätort)
Täby (uttal (fil)) var fram till och med Statistiska centralbyråns tätortsavgränsning 2010 namnet på en kommungränsöverskridande tätort, huvudsakligen belägen i Täby kommun i Stockholms län men även innefattande Enebyberg i Danderyds kommun liksom en mycket liten del av Sollentuna kommun. Täby var 2010 Sveriges 18:e största tätort med 61 272 invånare (2010). Fram till tätortsavgränsningen 1980 hette tätorten "Roslags-Näsby". Sedan 2015 ses området som sammanvuxet med och ingående i Stockholm.
Tätorten avgränsades i söder av Rinkebyskogen och andra grönområden som då avskiljde den från bebyggelse i Enebyberg, Roslags Näsby och Lahäll, alla inom tätorten Stockholm. I väster avgränsade Bålkärret Täby från den dåvarande tätorten Sjöberg i Sollentuna kommun. I norr avgränsades tätorten grovt av länsväg 265 och ett obebyggt område mot tätorten Vallentuna (i vilken Täby kyrkby ingår).

## Befolkningsutveckling
| Befolkningsutvecklingen i Täby 1950–2010                                                   | Befolkningsutvecklingen i Täby 1950–2010 | Befolkningsutvecklingen i Täby 1950–2010 | Befolkningsutvecklingen i Täby 1950–2010 | Befolkningsutvecklingen i Täby 1950–2010 |
| ------------------------------------------------------------------------------------------ | ---------------------------------------- | ---------------------------------------- | ---------------------------------------- | ---------------------------------------- |
|                                                                                            |                                          |                                          |                                          |                                          |
| År                                                                                         |                                          |                                          | Folkmängd                                | Areal (ha)                               |
| 1950                                                                                       | 1950                                     |                                          | 9 495                                    |                                          |
| 1960                                                                                       | 1960                                     |                                          | 21 727                                   |                                          |
| 1965                                                                                       | 1965                                     |                                          | 30 264                                   |                                          |
| 1970                                                                                       | 1970                                     |                                          | 39 698                                   |                                          |
| 1975                                                                                       | 1975                                     |                                          | 40 856                                   |                                          |
| 1980                                                                                       | 1980                                     |                                          | 45 405                                   |                                          |
| 1990                                                                                       | 1990                                     |                                          | 54 645                                   | 2 558                                    |
| 1995                                                                                       | 1995                                     |                                          | 56 492                                   | 2 577                                    |
| 2000                                                                                       | 2000                                     |                                          | 57 834                                   | 2 578                                    |
| 2005                                                                                       | 2005                                     |                                          | 58 593                                   | 2 572                                    |
| 2010                                                                                       | 2010                                     |                                          | 61 272                                   | 2 581                                    |
| Anm.: Nytt namn 1980 (hette tidigare "Roslags-Näsby") Ingår från 2015 i tätorten Stockholm |                                          |                                          |                                          |                                          |